# 모기파리과
모기파리과(Anisopodidae)는 긴뿔파리아목 나방파리하목에 속하는 과 분류군이다. 15개 속에 모기파리 등 154종을 포함하고 있다. 일부는 부패물을 섭취하는 부식성 또는 균을 섭취하는 균식성 종이다.

## 하위 속
| - Anisopus - Carreraia - † Cretoseguya - † Eoanisopodites - † Hongocaloneura - Huaxiarhyphus - Lobogaster - Megarhyphus - † Mesobrachyopteryx | - Mesorhyphus - Mesochria - Mycetobia - Olbiogaster - Pachyrhyphus - Sinorhyphus - 모기파리속 (Sylvicola) - Thiras - Valeseguya |